# Farquharson Nunatak
Farquharson Nunatak är en nunatak i Antarktis. Den ligger i Västantarktis. Argentina, Chile och Storbritannien gör anspråk på området. Toppen på Farquharson Nunatak är 213 meter över havet.
Terrängen runt Farquharson Nunatak är kuperad österut, men västerut är den platt.  Trakten är obefolkad. Det finns inga samhällen i närheten. 